# سیارک ۷۳۱۳
سیارک ۷۳۱۳ (به انگلیسی: 7313 Pisano، نامگذاری:6207P-L) هفت هزار و سیصد و سیزدهمین سیارک کشف شده‌است که در ۲۴ سپتامبر ۱۹۶۰ کشف شد.
قدر مطلق سیارک برابر ۱۴٫۹۰ است.